# دیتمار هاور
دیتمار هاور (آلمانی: Dietmar Hauer؛ زادهٔ ۱۲ مارس ۱۹۶۸) دوچرخه‌سوار اهل اتریش است. وی در بازی‌های المپیک تابستانی ۱۹۸۸ شرکت کرده است.